# Toshiyuki Ōmori
Toshiyuki Ōmori  (大森 俊之?, Ōmori Toshiyuki) (Tokyo, 11 dicembre 1957) è un compositore giapponese.
È noto per aver composto numerose pezzi per la colonna sonora originale di Neon Genesis Evangelion, fra cui la sigla d'apertura Zankoku na tenshi no these.